# Комсомольская площадь (Великий Устюг)
Комсомо́льская площадь — второстепенная улица Великого Устюга. Улица идёт перпендикулярно Красной улице. Начало берёт от улицы Дежнёва.

## История

### Название
До 1918 улица носила название Преображенская, в честь находящегося на ней Спасо-Преображенского монастыря.
С 1918 до 1923 улица носила имя Красная.
С 1923 — Комсомольская площадь.

## Застройка
Таблица дана в направлении Север — Юг. Жёлтым выделены пересекающиеся улицы.
Легенда
| Пересекающиеся улицы | Памятник архитектуры | Зелёная зона |

| Улица Заовражская              | Улица Дежнева     |
|                                | Улица Заовражская |
| Улица Мира                     |                   |
| (23)                           |                   |
| Улица Павла Покровского        |                   |
| Спасо-Преображенский монастырь | 10(28)            |
| Спасо-Преображенский монастырь | 8                 |
| Спасо-Преображенский монастырь | 6                 |
| Спасо-Преображенский монастырь | 4                 |
| Спасо-Преображенский монастырь | 2(95)             |
| Улица Красная                  |                   |